# フィリップ・ルソー
フィリップ・ルソー（Philippe Rousseau、1816年2月22日 - 1887年12月5日）はフランスの画家である。静物画や動物画を得意とした。

## 略歴
パリで生まれた。兄は「バルビゾン派」の画家として有名なテオドール・ルソー(1812-1867)である。エコール・デ・ボザールでアントワーヌ＝ジャン・グロやジャン＝ヴィクトール・ベルタンに学んだ。はじめ風景画を描き、1831年の展覧会に出展し、1834年からサロン・ド・パリに毎年出展するようになった。1840年頃から、動物画や静物画を専門とするようになった。1848年の first class medalなど何度かサロン・ド・パリで賞を得た。
レジオンドヌール勲章（シュヴァリエ）を1852年に受勲し、1870年に、レジオンドヌール勲章（オフィシエ）を受勲した。

## 作品

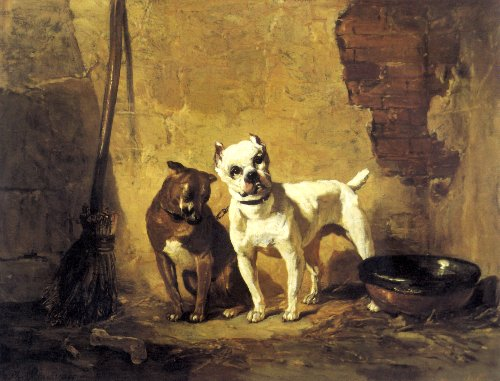
「ブルドッグとブルテリア」
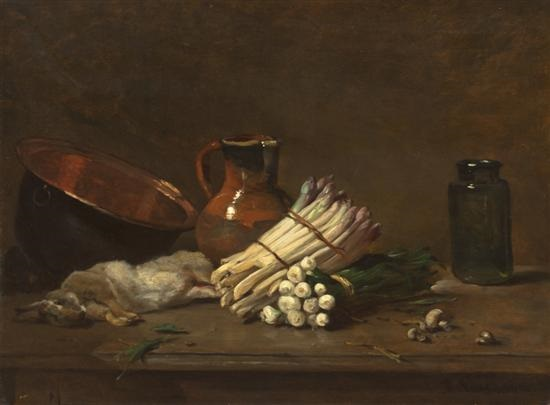
ホワイトアスパラガスのある静物画
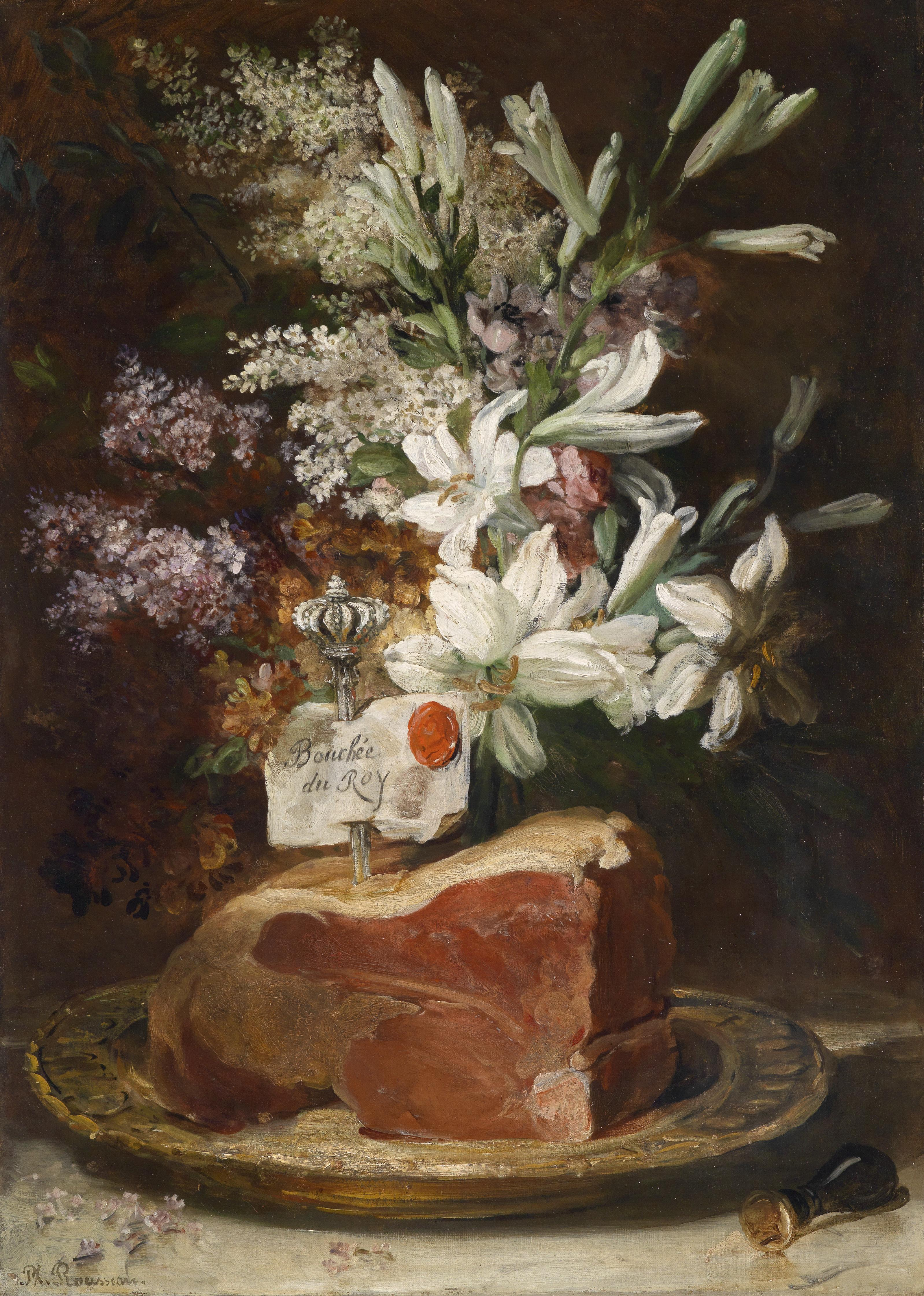
La Bouchee du Roy
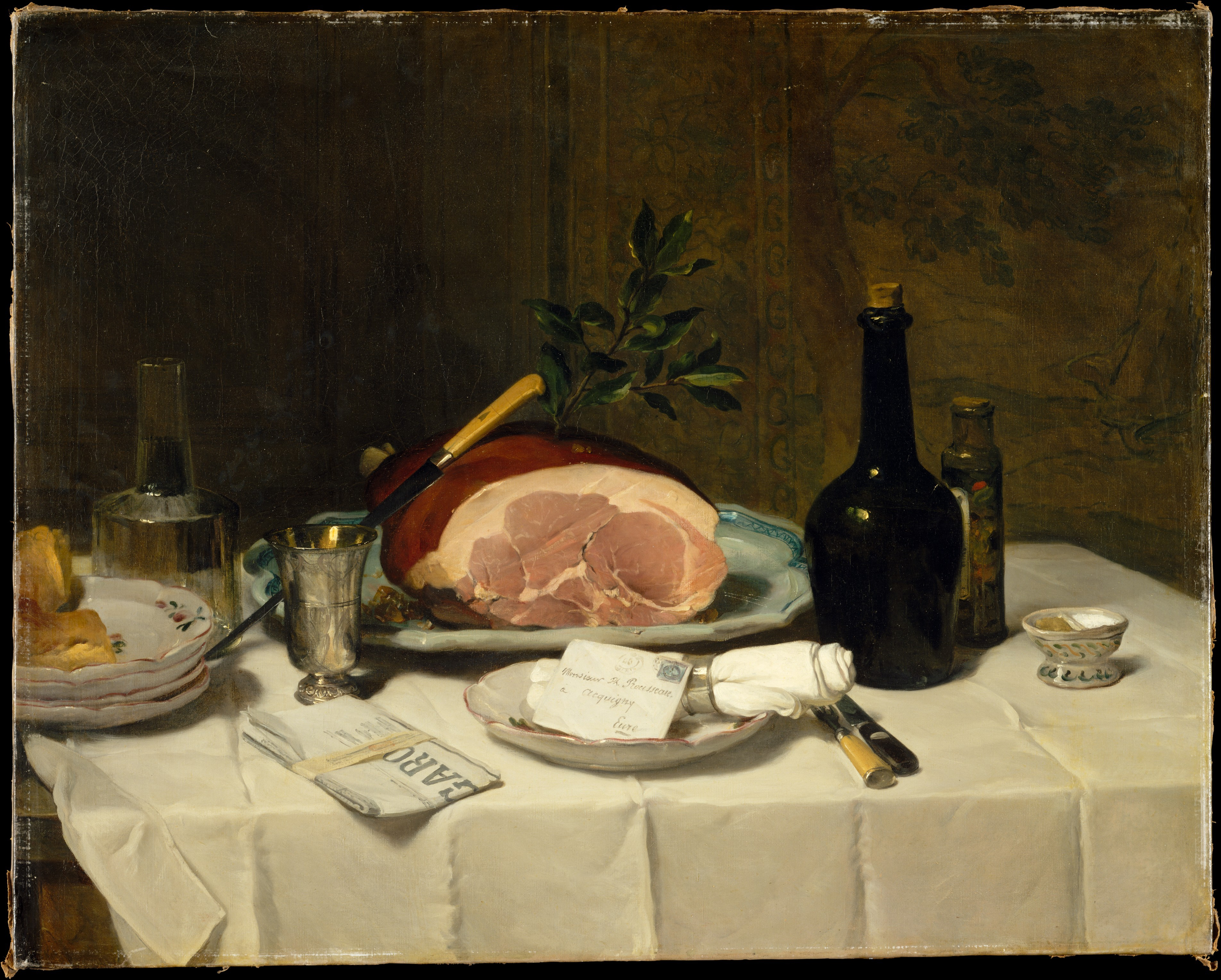
静物画